# Сафвет-бег Башагіч
Доктор Сафвет-бег Башагіч (6 травня 1870 — 9 квітня 1934), також відомий як Мірза Сафвет — боснійський письменник, якого боснійські історики часто описують як «батька боснійського Відродження», і один з найвідоміших поетів Боснії та Герцеговина на рубежі 20 ст. Башагіч був співзасновником політичного журналу «Бехар», засновником культурного товариства та журналу «Гайрет». У 1910 році був обраний президентом Боснійської ради. Він також добре відомий своїм лексиконом, який перевищував сімсот біографій, які він складав протягом десятиліть.

## Біографія

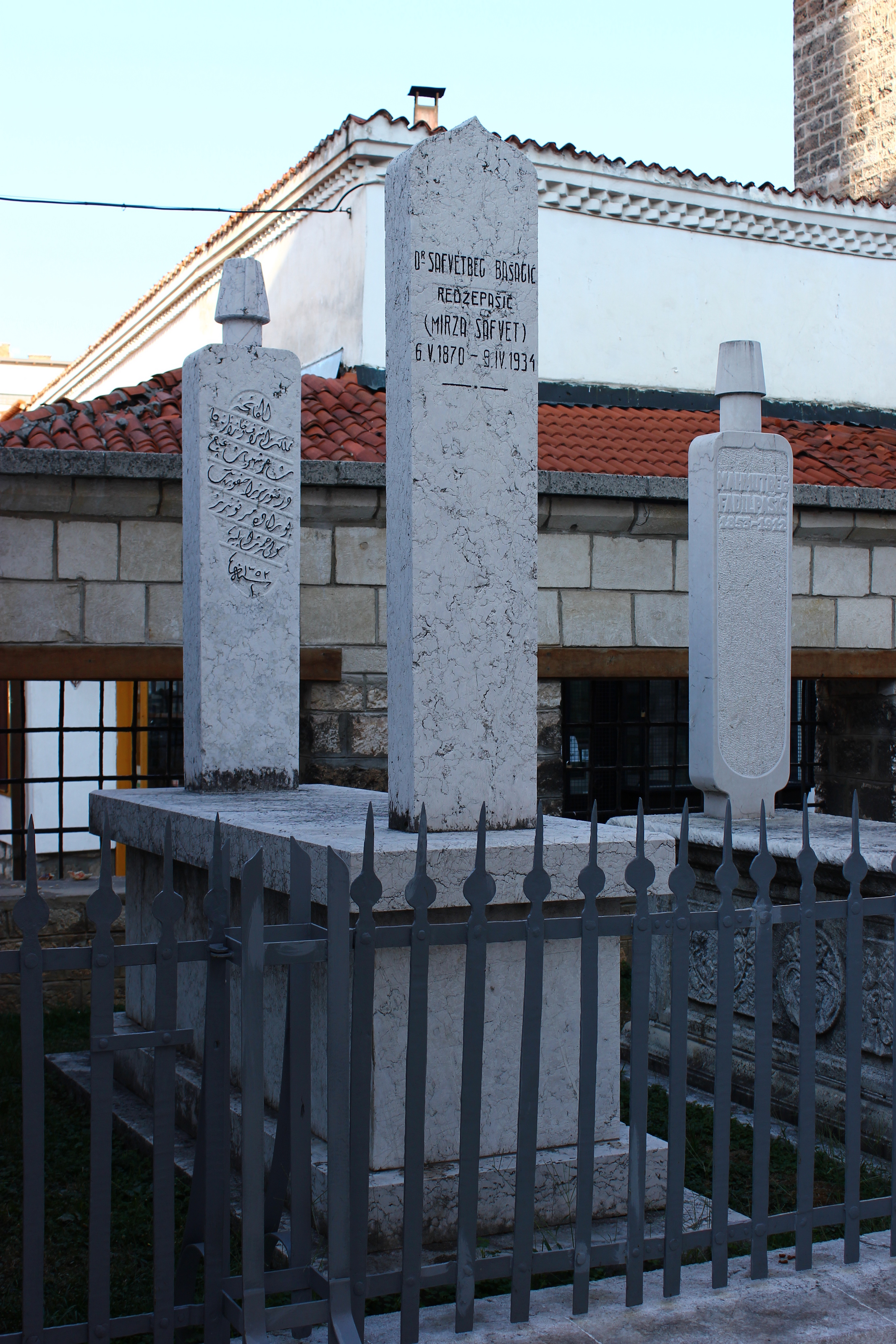
Могила Сафвет-бега Башагича в Сараєво

Сафвет-бег Башагіч народився в Невесіне 6 травня 1870&nbs;року Його дідом по материнській лінії був сам син Аги Смаил-аги Ценгіч (1780—1840). Початкову школу закінчив у Конічі, Мостарі та Сараєво. Закінчив Віденський університет, де вивчав арабську та перську мови. Башагіч був призначений першим президентом парламенту Мусульманської національної організації в 1908 р. Він викладав східні мови в Загребському університеті. Як президент Сейму в Боснії Башагіч виступав або за об'єднання Боснії та Герцеговини з Хорватією або за автономію. Башагіч був куратором Археологічного музею в Сараєво з 1919 по 1927 рр.
Башагіч помер у 1934 році в Сараєво і похований у гаремі мечеті Газі Хусрев-бега.

## Творчість
Колекція ісламських рукописів та старих книг Башагіча, яку можна знайти у фондах університетської бібліотеки в Братиславі, була внесена до реєстру ЮНЕСКО « Світ світу» в 1997 році. Частина цієї колекції доступна он-лайн зі Світової цифрової бібліотеки. та Цифрова бібліотека університетської бібліотеки в Братиславі.

### Колекція ісламських рукописів Башагіча

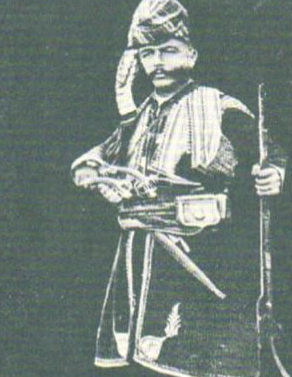
Башагіч в османській військовій формі.

Сафвет Бег Башагіч — колекціонер, літератор, журналіст, поет, перекладач, професор, бібліограф, куратор музею, політик — боснійський інтелектуал. Його колекція ісламських рукописів та відбитків включає арабські, перські та турецькі твори, рідкісні сербські та хорватські тексти, написані арабською графікою. У колекції Башагіча водночас містяться унікальні рукописи та основні твори середньовічної ісламської наукової літератури та літератури, що охоплює проміжок часу з 12 по 19 століття, та відбитки з двох століть, починаючи з 1729 року. 284 томи рукопису та 365 друкованих томів відображають більш ніж тисячолітній розвиток ісламської цивілізації від її початку до початку 20 століття. Особливо авторський та мовний аспект збірки являє собою місток між різними культурами. Сама історія подорожі колекції ісламських рукописів та гравюр Башагіча була драматичною, а її припинення майже неймовірним. Башагіч намагався передати колекцію в більш безпечне місце, ніж Балканський регіон свого часу. У 19-20 століттях його цінна колекція знайшла притулок у фондах університетської бібліотеки в Братиславі. Університетська бібліотека в Братиславі робить значні положення щодо захисту колекційних документів Башагіча, які відповідають її вартості. Весь фонд колекції професійно експертизований чеськими та словацькими вченими і ретельно зберігається та використовується в наукових цілях. Щоб адекватно захистити оригінали документів, бібліотека вирішила оцифрувати колекцію та опублікувати її в електронній формі. Багато предметів колекції доступні в Інтернеті.